# Rüdiger Ditz
Rüdiger Ditz (* 2. Juni 1964 in Lübeck) ist ein deutscher Journalist.

## Ausbildung und Berufsweg
Ditz studierte Geschichtswissenschaft, Germanistik und Volkswirtschaftslehre. Er volontierte bei der Tageszeitung Hamburger Morgenpost, bei der er anschließend auch als Lokal- sowie Politikredakteur angestellt war.
Danach war er Redakteur beim kurzlebigen digitalen Tageszeitungsprojekt ICE-press, das der Spiegel-Verlag zusammen mit der Deutschen Bahn lanciert hatte, wechselte dann als Wirtschaftsredakteur zu Spiegel Online. Im April 2000 wurde er geschäftsführender Redakteur, im Januar 2003 Stellvertreter des Chefredakteurs Mathias Müller von Blumencron. Dessen Nachfolge trat Ditz im Mai 2008 an, nachdem Müller von Blumencron im Februar 2008 gemeinsam mit Georg Mascolo Chefredakteur des gedruckten Magazins Der Spiegel geworden war.
Zunächst übte Ditz seine Leitungsfunktion bei Spiegel Online gemeinsam mit Wolfgang Büchner aus. Als dieser 2009 zur dpa wechselte, wurde Ditz alleiniger Chefredakteur. Im Februar 2014 wechselte er als geschäftsführender Redakteur zum gedruckten Spiegel. Im Mai 2015 meldeten mehrere Medien, der Verlag habe sich mit Ditz auf eine Trennung geeinigt und er habe sein Büro im Spiegel-Verlag bereits geräumt.
Zum September 2015 wechselte Ditz zur Verlagsgesellschaft Madsack. Als Online-Koordinator in der Chefredaktion des Redaktionsnetzwerk Deutschland, das in Hannover überregionale Inhalte für die Mediengruppe produziert, war er verantwortlich für die Zusammenführung und Weiterentwicklung der zwölf Tageszeitungs-Onlineausgaben des Verlags. Von September 2019 bis Juli 2023 leitete Ditz den Madsack Medien Campus. 
Im Juli 2023 übernahm er den Posten des Chefredakteurs der Lübecker Nachrichten.